# バーチャル農場
バーチャル農場（バーチャルのうじょう）は、インターネット上の仮想農園で架空の植物を育成するオンラインゲームである。
植物を栽培して花や実を収穫し、市場に売却することなどができる。掲示板を使ったプレイヤー間の交流も行われている。
日本の広島県に本社を置くテレビ局・株式会社中国放送 (RCC) が運営している。

## 概要
バーチャル農場のコンテンツは、「農場センター」、「配送センター」、「ショップ」、「市場」、「畑」、「牧場」、「長者番付」の7つに分かれている。
農場センターで利用登録をすると、ゲームへの参加が可能になる。登録にはメールアドレス・本名・住所・電話番号の入力が必要である。1つのメールアドレスにつき1回登録できる。
登録したプレイヤーには「コミー」というバーチャルマネーが支給される。コミーを使って種や畑を買い、植物を栽培して市場に売ることで、コミーを増やすことができる。
なお、支給されるコミーを収集することを目的とした利用登録は禁止されている。
2007年5月時点での総農園数は約2万個、存在しているコミーの総額は約200億コミーである。

## ゲームの内容
ネット上に作られた自分の農園で一味変わった植物を育てる。
ある程度の資金を持てば牧場で馬を育てることもできる。